# Sphenocentrum jollyanum
Sphenocentrum jollyanum är en tvåhjärtbladig växtart som beskrevs av Jean Baptiste Louis Pierre. Sphenocentrum jollyanum ingår i släktet Sphenocentrum och familjen Menispermaceae. Inga underarter finns listade i Catalogue of Life.